# 錨點 (阿拉斯加州)
錨點（英語：Anchor Point）是位於美國阿拉斯加州基奈半島自治市鎮的一個非建制地區和人口普查指定地區。根據2010年美國人口普查，該地人口為1930人，而該地的面積約為235.40平方千米。

## 地理
錨點的座標為59°46′39″N 151°46′13″W / 59.77750°N 151.77028°W，而該地的平均海拔高度為36米（即118英尺）。